# Пастка (фільм, 1990)
Пастка (азерб. Tələ) — радянський художній фільм 1990 року, знятий режисером Расімом Ісмаіловим.

## Сюжет
У фільмі описуються справжні події в Нагірному Карабасі. У Баку будівельники побудували селище для біженців з Нагірного Карабаху. Два молодих людини Турал і Гюнель люблять один одного. Одного разу вночі вірменські бандити нападають на бакинський селище і здійснили теракт, в результаті якого загинули кілька біженців.

## У ролях
- Вугар Мадатов — Турал
- Таміла Гулієва — Гюнель
- Гасан Мамедов — Сафаров
- Мухтар Маніев — Мірішлі
- Сугров Багірзаде — Фатіма
- Расим Балаев — Зія Гасімовіч
- Таніля Ахмерова — Рубаба Бабаєва
- Ельхан Гулієв — дядько Хасан
- Шамсі Шамісзаде — Хасан Мамедович
- Лейла Бадірбейлі — бабуся Гюнель
- Наджіб Гусейнова — мати Гюнель
- Фірдовсі Атакішіев — Закир
- Л. Абдуллаєва — Саміра
- Костянтин Артемов — Зімін
- Енвер Гасанов — моторист

## Знімальна група
- Сценаріст : Надежда Ісмаілова
- Режисер : Расім Ісмаілов
- Оператори : Расім Ісмаілов, Ровшан Гулієв
- Композитор : Рухангіз Гасимова
- Художник : Аддіс Гаджиєв